# Trengguli (Jenawi)
Trengguli is een bestuurslaag in het regentschap Karanganyar van de provincie Midden-Java, Indonesië. Trengguli telt 2611 inwoners (volkstelling 2010).